# Estádio Luiz Ribeiro Coutinho
Estádio Luiz Ribeiro Coutinho – stadion piłkarski, w Sapé, Paraíba, Brazylia, na którym swoje mecze rozgrywa klub Confiança Esporte Clube.